# Joseon-gongsan-Partei
Die Joseon-gongsan-Partei	(kor.: 조선공산당, Translit.: Joseon-gongsan-dang, in dt.: Kommunistische Partei Koreas) war eine kommunistische Partei in Südkorea, die noch vor dessen Staatsgründung in dem von der Militärregierung der USA regiertem Südteil der Koreanischen Halbinsel existierte.

## Geschichte
Die erste Kommunistische Partei Koreas wurde 1921 in Shanghai von radikalen Studenten, angeführt von Yi Tong Hui, gegründet und war anfänglich Teil der sogenannten Provisorischen Regierung der Republik Korea. Allerdings brach sie dann aber auseinander. Bei einem geheimen Treffen in Keijō am 17. April 1925 wurde eine neue kommunistische Partei unter den Führern Kim Yong-bom (김영봄) und Pak Hon-yong (박헌영) gegründet. Kurz darauf wurde mit dem Gesetz zur Aufrechterhaltung der öffentlichen Sicherheit diese (wie jede andere kommunistische) Partei verboten.
Als nach dem Ende des Zweiten Weltkriegs im August 1945 die Halbinsel zwischen der russischen und amerikanischen Regierung aufgeteilt wurde, befand sich das Büro der Kommunistischen Partei und viele seiner Anhänger im amerikanisch besetzten Teil des Landes. So wurde am 13. Oktober 1945 ein Büro der Partei in Pjöngjang im sowjetisch besetzten Teil des Landes gegründet, operiert aber unabhängig von dem Büro in Seoul.
Infolge der Spaltung wurde die Partei im Süden unter Führung von Pak Hon Yong 1945 in Kommunistische Partei Südkoreas umbenannt. Während dieser Zeit bildeten sich weitere kommunistische Parteien, wie im November 1945 die Minju-dang (민주당, Demokratische Partei) und die Sinmin-dang (신민당, Neue Volkspartei) am 16. Februar 1946.
Am 29. Juli 1946 kamen die Kommunistische Partei aus dem Norden mit der Demokratischen Partei und der Neue Volkspartei aus dem Süden, sowie die Partei der jungen Freunde, eine mehr religiöse Sekte, überein, sich zu der Arbeiterpartei Koreas zu vereinen, was anschließend auf einer gemeinsamen Versammlung vom 28. bis zum 30. August dann auch vollzogen wurde. Die gleiche Vereinigung wurde auch im Süden des Landes vollzogen, unabhängig von der Kommunistischen Partei in Seoul.
Da die US-Militärregierung im Süden des Landes das rechte politische Spektrum unterstützte und Aktivitäten der linken und kommunistischen Parteien unterband, wechselten viele Linke und Kommunisten in den Norden des Landes. Das so einseitig verengte politische Spektrum bildete in bipolares Parteiensystem aus, in dem der linke Flügel unterrepräsentiert war.
Wann sich die Joseon-gongsan-Partei Südkoreas aufgelöst hat, ist nicht genau bekannt, vermutlich aber nach dem Zusammenschluss der anderen kommunistischen Parteien im Jahr 1946.